# 金星 (舞者)
金星（中国朝鲜语：／ Kim Sŏng */?，1967年8月13日—），出生於沈阳，朝鮮族，中华人民共和国現代舞創始者，中国大陆舞蹈家、节目主持人，現代舞演员，跨性別女性藝人。上海金星现代舞团的团长。她是中国艺术成就和国际声誉最高的舞蹈家之一。1985年，获得首届被誉为“中国舞蹈界奥斯卡”的桃李杯少年组第一名，独创男子足尖舞。1986年，获第二届全国舞蹈比赛最佳优秀演员奖。1991年，她的作品《半梦》荣获美国舞蹈节最佳编舞奖。1995年，她完成了變性手术。2006年，被授予英国普利茅斯大学达廷敦艺术学院荣誉艺术博士称号。2012年，被法国文化部授予艺术与文学勋章，并获得骑士勋位。2014年，荣获苏格兰皇家音乐学院颁发的荣誉舞蹈艺术博士学位。

## 经历
金星1967年出生於中國瀋陽的一个朝鮮族家庭，就讀於當地的朝鮮族學校。小時即展現高度的珠算技巧（珠算比賽第一名）與對舞蹈的熱情。九歲起加入沈阳军区歌舞团學習舞蹈，1984年毕业于解放军艺术学院舞蹈系。1985年获首届中国舞“桃李盃”少年组第一名，独创男子足尖舞，第一次赴法国演出。1986年获第二届全国舞蹈大赛特别优秀奖。1987年入广州舞蹈学校现代舞实验班学习现代舞。1988年获美国亚细亚文化基金会和美国舞蹈节奖学金，赴纽约学习现代舞，是中国大陆第一位获得美国艺术研究院奖学金的中国艺术家。1989年，金星在韩国汉城举办个人作品晚会。1994年受聘于中华人民共和国文化部，举办全国舞蹈编导基训班、全国现代舞演员训练班，同年举办现代舞晚会。
1990年，金星在美国与第一任配偶肯波琳结婚，十年后离婚。金星在一次访谈中说她的这次婚姻是为了获得美国绿卡而实施的假结婚。原为男性的金星不认同自己的性别，作为心理上的女性一直希望自己可以在生理上也成為女人。曾說過在下雨時她會跑到室外，希望雨天霹靂能將她的身體變成女性。1995年，28歲的金星接受變性手術。手术后她与太太的婚姻又继续了5年直到2000年离婚。 1996年与北京文化局合作创建北京现代舞团。1998年现代舞《红与黑》获文化部颁发的文华奖。1999年，金星创建中国第一家私人舞蹈团—上海金星舞蹈团。2000年迁居上海。2002年赴韓國演出科幻動作片《賣火柴少女的再臨》。2005年赴泰國演出电影《冬阴功》。2011年7月担任浙江卫视选秀节目《非同凡响》评委。2011年9月20日晚，金星发微博称，因其变性经历，浙江广电总局禁止她担任《非同凡响》评委。2012年起签约星空卫视主持脱口秀节目《金星撞火星》。2015年1月起創辦個人脫口秀節目《金星秀》，于东方卫视播出。《金星秀》深受观众欢迎，但已于2017年8月播出最后一期节目后宣布停播。金星此后在录制其他节目时的采访中表示，节目并无不妥之处，被停播是因为侵犯了一小部分人的利益，并言称已经在巴黎注册私人电视台，将在欧洲继续把《金星秀》做下去。

## 作品

### 舞蹈
| 年份   | 城市   | 創作                                                                 |
| ------ | ------ | -------------------------------------------------------------------- |
| 1989年 | 美国   | 创作《哭龙》、《跟着自己走》                                         |
| 1990年 | 美国   | 创作《白风》、《文化交流》                                           |
| 1991年 | 美国   | 创作《半梦》                                                         |
| 1991年 | 意大利 | 创作《艺伎》                                                         |
| 1992年 | 比利时 | 创作《脚步》、《圣母玛莉娅》、《午夜狂人》、《感情点》、《不同观点》 |
| 1993年 | 北京   | 创作并表演《窗口》、《谁看谁》、《色彩感觉》                         |
| 1994年 | 北京   | 创作导演《蓝色风情》                                                 |
| 1994年 | 上海   | 创作芭蕾舞《小站》、《一口气》                                       |
| 1995年 | 拉萨   | 创作导演《格珍独舞晚会》、《献》                                     |
| 1996年 | 北京   | 创作《红与黑》                                                       |
| 1997年 | 北京   | 创作《向日葵》                                                       |
| 1999年 | 上海   | 上海昆剧院编排《牡丹亭》舞蹈                                         |
| 2000年 | 上海   | 创作并表演《海上风》、《卡尔米娜·布拉娜》                            |
| 2001年 | 上海   | 创作并表演《永远的现在时》                                           |
| 2002年 | 上海   | 创作并表演《从东到西》                                               |
| 2003年 | 上海   | 创作导演《上海探戈》、《四喜》                                       |
| 2006年 | 上海   | 创作并主演具有昆曲元素的《中国制造·游园惊梦》                        |
| 2007年 | 英国   | 伞舞舞蹈节上独舞《这么远，那么近》                                   |
| 2009年 | 上海   | 创作导演《中国式交流》                                               |
| 2010年 |        | 金雞百花電影節《贵妃醉酒》 合作：李玉刚                              |

### 電視節目
| 年份                    | 頻道     | 節目               | 備註                           |
| ----------------------- | -------- | ------------------ | ------------------------------ |
| 2012年                  | 東方衛視 | 《舞林大會》       | 評審                           |
| 2012年-2013年           | 星空卫视 | 《金星撞火星》     | 主持人                         |
| 2014年                  | 東方衛視 | 《舞林爭霸》       | 評審                           |
| 2015年                  | 愛奇藝   | 《愛上超模第一季》 | 評審/導師                      |
| 2015年                  | 愛奇藝   | 《奇葩說第二季》   | 導師                           |
| 2015年-2017年           | 东方卫视 | 《金星秀》         | 及其附属节目《金星时间》主持人 |
| 2016年                  | 东方卫视 | 《中国式相亲》     | 主持人                         |
| 2016年                  | 東方衛視 | 《今夜百樂門》     | 主持人、演員                   |
| 2018年                  | 愛奇藝   | 《Hi室友》         | 主持人(房東)                   |
| 2018年-2019年           | 安徽衛視 | 《一起來跳舞》     | 主持人(星推官)                 |
| 2020年9月10日           | 愛奇藝   | 《非日常派對》     | 嘉賓                           |
| 2020年12月5日-2021年2月 | 優酷     | 《追光吧！哥哥》   | 教導主任                       |

### 電視劇
| 年份   | 劇名               | 角色   |
| ------ | ------------------ | ------ |
| 2017年 | 《林海雪原》       | 蝴蝶迷 |
| 待播中 | 《我的女神我的媽》 | 徐曼麗 |

### 電影
| 年份   | 片名                     | 角色     |
| ------ | ------------------------ | -------- |
| 2002年 | 《賣火柴的小女孩的復活》 | 殺手Lala |
| 2005年 | 《冬蔭功》               | 玫瑰夫人 |
| 2014年 | 《分手大師》             | 客串     |
| 2016年 | 《龍之誕生》             |          |

### 其他
| 年份   | 頻道     | 節目                | 備註               |
| ------ | -------- | ------------------- | ------------------ |
| 2012年 |          | 小品 《裸婚进行曲》 | 合作：陈赫、娄艺潇 |
| 2011年 | 东方卫视 | 《舞林大会》        | 评委               |
| 2011年 | 浙江卫视 | 《非同凡响》        | 评委               |
| 2013年 | 东方卫视 | 《媽媽咪呀》        | 评委               |
| 2013年 | 东方卫视 | 《舞林争霸》        | 评委               |
| 2014年 | 浙江卫视 | 《中國好舞蹈》      | 评委               |
| 2014年 | 东方卫视 | 《媽媽咪呀》        | 评委               |
| 2015年 | 安徽卫视 | 《超级演说家》      | 评委               |
| 2019年 | 东方卫视 | 《中国达人秀》      | 评委               |

## 家庭
父親金永哲在中國人民解放軍瀋陽軍區情報部工作，母親韓至善則是遼寧省輕工科學研究院的一名資料保管員，她還有一個姐姐金香蘭(1964年生)。
自2000年，金星收养了三个孩子，大儿子（嘟嘟），女儿（妮妮），小儿子（小三儿）。2005年2月1日，与德国人汉斯（Heinz Gerd Oidtmann，1968年4月11日-）在沈阳老家登记结婚。金星是在飞机上结识汉斯的。兩人結婚後隔年，因为汉斯是外国人，他們領養的孩子无法登记户口、入学等，於是两人決定暫時离婚，12年後金星飞意大利与汉斯再婚。2024年4月，两人在中国领证。

## 争议

### 为徐州囚女事件及遭俄國侵略之乌克蘭发声
2022年3月1日，金星在新浪微博为徐州八孩母亲事件发声，并明确表态支持乌克兰，寫道「2022年最驚悚的事情是：一個脖子上被拴著鐵鏈的中國女人說：這個世界不要俺了！一個瘋狂的俄國男人說：不讓俺繼續當總統，俺就不要這個世界了！停止戰爭，祈禱和平！」并配上一张中国中央电视台中文国际频道的截图，认为主持人路博身穿蓝黄色服装，类似乌克兰国旗，意在支持乌克兰。随后其相继被新浪微博删除部分相关帖文及禁言。而其配图为修飾照片，颜色与路博实际着装有差异，也引发争议。

### 广州演出申请遭拒
2024年10月22日，金星在新浪微博发长文，称其原计划12月份在广州大剧院上演的舞台剧《日出》申请遭拒，并喊话广州文旅局审批处处长“不要公权私用”，要求“给出真实的拒绝审批理由并出示上级部门的红头文件”。广州文旅局工作人员回应《现代快报》称，申请遭拒可能是存在报送材料不齐全等情况。亦有部分网民猜测，遭拒原因可能是金星在先前的演出中展示了彩虹旗，引发争议。金星则对此回应称，旗帜是观众带上舞台的，自己上前抢过旗帜并将其扔到身后才完成谢幕。10月23日，金星删除该条微博，同时发文“我只做自己，我只代表自己；我永远都是金星，与性别无关”。之后上海、佛山和苏州的演出同样也被取消。台湾中央社将其解读为金星在中国大陆被封杀。

## 書籍
| 年份         | 書名                         | 作者 | 譯者 | 出版社           | ISBN                   |
| ------------ | ---------------------------- | ---- | ---- | ---------------- | ---------------------- |
| 2004年4月3日 | 挑戰上帝的錯：金星的舞夢人生 | 金星 | 黎明 | 台北: 晶冠出版社 | ISBN 978-957-28409-7-9 |